# 阿尔文·弗朗西斯
阿尔文·弗朗西斯（Alwin Francis，1987年3月11日—），印度男子羽毛球運動員，專長雙打項目。

## 簡歷
2009年12月，阿尔文·弗朗西斯與Shankar Gopan合作出戰印度大獎賽男雙比賽，在準決賽以1比2（21-16、8-21、18-21）不敵隊友出局。

## 主要比賽成績
只列出曾進入準決賽的國際賽事成績：
| 年份   | 賽事                     | 公開賽級別 | 項目     | 拍檔                | 成績   |
| ------ | ------------------------ | ---------- | -------- | ------------------- | ------ |
| 2009年 | 印度羽毛球大獎賽         | 大獎賽     | 男子雙打 | Shankar Gopan       | 準決賽 |
| 2013年 | 馬爾代夫羽毛球國際挑戰賽 | 國際挑戰賽 | 男子雙打 | 瓦利亚维蒂尔·迪柱   | 準決賽 |
| 2013年 | 巴林羽毛球國際挑戰賽     | 國際挑戰賽 | 男子雙打 | 阿伦·维什奴         | 準決賽 |
| 2016年 | 秘魯羽毛球國際系列賽     | 國際系列賽 | 男子雙打 | 塔伦·科纳           | 冠軍   |
| 2016年 | 巴西羽毛球國際賽         | 國際系列賽 | 男子雙打 | 塔伦·科纳           | 亞軍   |
| 2016年 | 牙買加羽毛球國際賽       | 國際系列賽 | 男子雙打 | 塔伦·科纳           | 亞軍   |
| 2016年 | 博茨瓦納羽毛球國際賽     | 國際系列賽 | 男子雙打 | 塔伦·科纳           | 冠軍   |
| 2017年 | 伊朗羽毛球國際挑戰賽     | 國際挑戰賽 | 男子雙打 | 塔伦·科纳           | 準決賽 |
| 2017年 | 烏干達羽毛球國際賽       | 國際系列賽 | 男子雙打 | 塔伦·科纳           | 冠軍   |
| 2017年 | 秘魯羽毛球國際挑戰賽     | 國際挑戰賽 | 男子雙打 | 塔伦·科纳           | 冠軍   |
| 2017年 | 哈爾科夫羽毛球國際賽     | 國際挑戰賽 | 男子雙打 | 塔伦·科纳           | 亞軍   |
| 2017年 | 印度羽毛球國際系列賽     | 國際系列賽 | 男子雙打 | 南达戈帕尔·基达姆比 | 亞軍   |
| 2018年 | 伊朗羽毛球國際挑戰賽     | 國際挑戰賽 | 男子雙打 | 南达戈帕尔·基达姆比 | 冠軍   |

| 2007-2017年 | 首要超級賽 | 超級賽 | 黃金大獎賽 | 大獎賽 | 國際挑戰賽 | 國際系列賽 | 未來系列賽 | 其他 |

| 2018-2026年 | 總決賽 | 超級1000賽 | 超級750賽 | 超級500賽 | 超級300賽 | 超級100賽 | 國際挑戰賽 | 國際系列賽 | 未來系列賽 | 其他 |